# Mandopop
Mandopop (華語流行音樂, em chinês tradicional; 华语流行音乐, em chinês simplificado; Huá Yǔ Liú Xíng Yīn Yuè, em pinyin) é uma abreviação coloquial para "música popular mandarim". É também chamado Mandapop. É categorizado como um sub-gênero da música popular chinesa dentro do C-pop. Mandopop foi a primeira variedade de música popular em chinês para se estabelecer como uma indústria viável. Como o nome indica, as canções características Mandopop realizada principalmente em chinês mandarim. Entre os países onde o subgênero é mais popular são a China, Taiwan, Malásia, Singapura e Japão.